# 菲尔特火车总站
菲尔特火车总站（德語：Fürth (Bayern) Hauptbahnhof）是德国巴伐利亚州城市菲尔特的铁路枢纽，主要办理轨道短途客运到发业务。纽伦堡地铁及纽伦堡城市快铁亦行经该站。